# Laparade
Laparade é uma comuna francesa na região administrativa da Nova Aquitânia, no departamento Lot-et-Garonne. Estende-se por uma área de 16,44 km². Em 2010 a comuna tinha 384 habitantes (densidade: 23,4 hab./km²).